# Faversham
Faversham este un oraș în comitatul Kent, regiunea South East, Anglia. Orașul se află în districtul Swale.

## Personalități născute aici
- George Finlay (1799 - 1875), istoric scoțian.